# Tito Burns
Tito Burns, geboren als Nathan Bernstein (Londen, 7 februari 1921 - 23 augustus 2010), was een Britse jazzaccordeonist, orkestleider en promotor.

## Biografie
Nathan Bernstein groeide op in Noord-Londen en begon tijdens de jaren 1930 aanvankelijk semi-professioneel als accordeonist op te treden. Zijn eerste concert vond plaats met een Hawaï-muziekband, daarna werkte hij bij de Cubaanse orkestleider Don Marino Barreto, de tangopianist Lou Preager en de uit Trinidad afkomstige klarinettist Carl Barriteau. In 1941 leidde hij onder het pseudoniem Tito Burns een eigen band in de Londense Panama Club, voordat hij tijdens de Tweede Wereldoorlog zijn militaire dienstplicht moest vervullen in het Midden-Oosten bij de Royal Air Force, waar hij speelde in een regiment-sextet. Na een oorlogsverwonding werd hij radiopresentator bij de geallieerde zender SEAC in Ceylon. Na zijn ontslag uit de krijgsmacht in 1946 speelde hij bij rumba-koning Clarrie Wears.
Vanaf 1947 was hij weer actief als orkestleider, toen hij zich oriënteerde aan het voorbeeld van het Amerikaanse 'Bop for the People'-concept van Charlie Ventura, dat de swing verbond met elementen van de bop. Burns ontwikkelde daarbij zijn eigen bop-spelwijzen voor accordeon. In januari 1947 formeerde hij het Tito Burns Sextet, waartoe jonge Londense muzikanten behoorden als de gitarist Pete Chilver, de vibrafonist Tommy Pollard, de drummers Tony Crombie en Ray Ellington en later ook de saxofonisten Ronnie Scott en John Dankworth. Bij het Burns-sextet behoorden ook Pete King, Coleridge Goode en Cab Kaye. Het repertoire van de band behelsde eigentijdse jazzstandards als A Night in Tunisia van Dizzy Gillespie. Op uitnodiging van de BBC-producent Charles Chilton kreeg Burns de radioshow Accordeon Club. Daarbij ontstonden in 1948 de eerste radio-opnamen van de Britse bop, verder vanaf 1949 plaatopnamen voor Decca Records, later voor Esquire Records (Bebop Spoken Here).
Burns trouwde in deze periode met de jazzzangeres Terry Devon, met wie hij ook werkte. Om met de band succesvol op tournee te kunnen gaan, nam hij in het repertoire van de band ook popmateriaal op en breidde hij het ensemble uit tot het New Big Orchestra. In 1955 stopte hij met de bigband en werkte hij nog mee bij plaatopnamen van de Melody Maker All Stars, voordat hij in 1959 manager werd van Cliff Richard. Later werkte hij ook voor de zangformatie The Springfields, waartoe ook Dusty Springfield behoorde, The Zombies en Cat Stevens. Als promotor was hij ook werkzaam voor The Rolling Stones, Roy Orbison en The Moody Blues. Eind Jaren 1960 werkte Burns als programmadirecteur voor London Weekend Television. Als promotor was hij verder ook werkzaam voor jazzmuzikanten, waaronder voor Maynard Ferguson of een concert van Woody Allen. In 1970 organiseerde hij het optreden van Simon & Garfunkel in de Royal Albert Hall en Bob Dylans eerste Europese tournee, die werd gedocumenteerd in D.A. Pennebakers film Dont Look Back.
In 1971 werd hij deelgenoot van de muziekproductiefirma en artiestenbureau Scotia-Tito Burns. In 1977 behoorde hij tot de medeoprichters van de Brit Awards. Burns bleef tot in de jaren 1980 actief in de muziekbusiness, laatst als manager van Victor Borge en als producent van jingles voor het biermerk Heineken.

## Overlijden
Tito Burns overleed in augustus 2010 op 89-jarige leeftijd aan de gevolgen van prostaatkanker.
- Library of Congress Control Number: nb2004037959
- MusicBrainz: 1bd339ca-16b6-451a-bb1a-fd323bdad483
- Virtual International Authority File: 33971379
- WorldCat: E39PBJcgwh6jCkPjBB4JyJTJXd